# 莫莫通博火山
莫莫通博火山（西班牙語：Momotombo）是尼加拉瓜的一座複式火山，位于馬那瓜湖畔，离莱昂城不远。莫莫通博火山1610年的一次喷发迫使当时老莱昂的西班牙殖民者向西迁移30公里之远，现在那里留下了一个莱昂古城遗址（León Viejo），是尼加拉瓜唯一的世界遗产。